# Grand Prix automobile de Donington 1938
Le Grand Prix automobile de Donington 1938 ou IV Donington Grand Prix est un Grand Prix qui s'est tenu sur le circuit de Donington Park le 22 octobre 1938.

## Grille de départ
| 1re ligne | Pos. 1                          |                                | Pos. 2                           |                                   | Pos. 3                                     |                                 | Pos. 4                            |
|           | Lang Mercedes-Benz 2 min 11 s 0 |                                | Nuvolari Auto Union 2 min 11 s 2 |                                   | Von Brauchitsch Mercedes-Benz 2 min 11 s 4 |                                 | Seaman Mercedes-Benz 2 min 12 s 2 |
| 2e ligne  |                                 | Pos. 5                         |                                  | Pos. 6                            |                                            | Pos. 7                          |                                   |
|           |                                 | Müller Auto Union 2 min 12 s 6 |                                  | Bäumer Mercedes-Benz 2 min 13 s 8 |                                            | Hasse Auto Union 2 min 15 s 4   |                                   |
| 3e ligne  | Pos. 8                          |                                | Pos. 9                           |                                   | Pos. 10                                    |                                 | Pos. 11                           |
|           | Kautz Auto Union 2 min 18 s 6   |                                | Villoresi Maserati 2 min 21 s 0  |                                   | Dobson ERA 2 min 24 s 6                    |                                 | Dreyfus Delahaye 2 min 25 s 4     |
| 4e ligne  |                                 | Pos. 12                        |                                  | Pos. 13                           |                                            | Pos. 14                         |                                   |
|           |                                 | Connell ERA 2 min 27 s 2       |                                  | Cotton ERA 2 min 28 s 6           |                                            | Cuddon-Fletcher MG 2 min 29 s 8 |                                   |
| 5e ligne  | Pos. 15                         |                                | Pos. 16                          |                                   | Pos. 17                                    |                                 |                                   |
|           | Maclure Riley 2 min 30 s 4      |                                | Hanson Alta 2 min 32 s 2         |                                   | « Raph » Delahaye 2 min 36 s 4             |                                 |                                   |

## Classement de la course
| Pos. | no | Pilote                          | Écurie                    | Châssis            | Tours  | Temps/Abandon                 | Grille |
| ---- | -- | ------------------------------- | ------------------------- | ------------------ | ------ | ----------------------------- | ------ |
| 1    | 4  | Tazio Nuvolari                  | Auto Union AG             | Auto Union Type D  | 80     | 3 h 6 min 22 s 0              | 2      |
| 2    | 7  | Hermann Lang                    | Daimler-Benz AG           | Mercedes-Benz W154 | 80     | + 1 min 34 s 0                | 1      |
| 3    | 8  | Richard Seaman                  | Daimler-Benz AG           | Mercedes-Benz W154 | 79     | + 1 tour                      | 4      |
| 4    | 1  | Hermann Paul Müller             | Auto Union AG             | Auto Union Type D  | 79     | + 1 tour                      | 5      |
| 5    | 8  | Manfred von Brauchitsch         | Daimler-Benz AG           | Mercedes-Benz W154 | 79     | + 1 tour                      | 3      |
| 6    | 19 | Arthur Dobson                   | Privé                     | ERA B              | 74     | + 6 tours                     | 10     |
| 7    | 18 | William Cotton Walter Wilkinson | William Cotton            | ERA B              | 74     | + 6 tours                     | 13     |
| 8    | 15 | Ian Connell Peter Monkhouse     | Ian Connell               | ERA B              | 74     | + 6 tours                     | 12     |
| Abd. | 5  | Walter Bäumer                   | Daimler-Benz AG           | Mercedes-Benz W154 | 43     | Feu pendant un ravitaillement | 5      |
| Abd. | 2  | Rudolf Hasse                    | Auto Union AG             | Auto Union Type D  | 25/29? | Fuite d'huile                 | 7      |
| Abd. | 14 | Robin Hanson                    | Mrs Hall Smith            | Alta               | 22-25  | Moteur                        | 16     |
| Abd. | 9  | René Dreyfus                    | Écurie Bleue              | Delahaye 155       | 23     | Pression d'huile              | 11     |
| Abd. | 11 | Luigi Villoresi                 | Officine Alfieri Maserati | Maserati 8CTF      | 18     | Moteur                        | 9      |
| Abd. | 17 | Humphrey Cuddon-Fletcher        | Privé                     | MG Magnette K3     | 17     | Freins                        | 14     |
| Abd. | 12 | Percy Maclure                   | Privé                     | Riley 2000/6       | 12     | Arbre de transmission         | 14     |
| Abd. | 10 | « Raph »                        | Écurie Bleue              | Delahaye 145       | 10     | Pression d'huile              | 17     |
| Abd. | 3  | Christian Kautz                 | Auto Union AG             | Auto Union Type D  | 2      | Accident                      | 8      |

- Légende: Abd.=Abandon - Np.=Non partant.

## Pole position et record du tour
- Pole position :  Hermann Lang (Mercedes-Benz) en 2 min 11 s 0 (138,2 km/h).
- Meilleur tour en course :  Tazio Nuvolari (Auto Union) en 2 min 14 s 4 (134,7 km/h).